# SN 2006ma
SN 2006ma – supernowa typu Ia odkryta 13 października 2006 roku w galaktyce A011511-0028. Jej maksymalna jasność wynosiła 22,80m.